# María Bútina
María Valérievna Bútina (en ruso: Мари́я Вале́рьевна Бу́тина, Barnaúl, 10 de noviembre de 1988) es una activista política rusa. Es la fundadora de Pravo na oruzhiye («Derecho a las armas»), un grupo ruso en favor al derecho a poseer armas. En un momento, trabajó para Aleksandr Torshin, un exmiembro del Consejo de la Federación por el partido gubernamental Rusia Unida y vicegobernador del Banco de Rusia.
El 15 de julio de 2018, mientras residía en Washington D. C., Bútina fue arrestada por el FBI y acusada de conspirar para actuar como agente rusa no registrada intentando crear un canal secundario de comunicaciones entre republicanos/conservadores estadounidenses y funcionarios rusos al infiltrarse en la Asociación Nacional del Rifle. En una declaración jurada en apoyo de la orden de arresto, el FBI escribió que Bútina trató de «explotar conexiones personales con estadounidenses que tienen influencia en la política nacionaal en un esfuerzo por promover los intereses de la Federación Rusa». Antes de su arresto, Bútina, junto con Torshin y Paul Erickson, un operador político estadounidense, estaban siendo investigados por su posible participación en la supuesta interferencia rusa en las elecciones de Estados Unidos de 2016; Torshin también fue sujeto de una investigación del FBI sobre si el gobierno ruso había intentado canalizar ilegalmente dinero a la Asociación Nacional del Rifle para ayudar a Donald Trump a ganar la presidencia. Tras pasar 18 meses en prisión en Estados Unidos fue deportada a Rusia el 26 de octubre de 2019.

## Primeros años
Bútina nació en Barnaúl, krai de Altái, el 10 de noviembre de 1988. Su padre era un empresario que construyó una fábrica de muebles en esa ciudad y su madre era ingeniera. Estudió ciencia política en la Universidad Estatal de Altái y también recibió un título de docente. A los 19 años, fue elegida para el Consejo Público del krai de Altái en las últimas elecciones directas para dicha institución.
Creció en la taiga siberiana, donde su padre la introdujo en el uso de las armas y le enseñó a cazar. Bútina ha explicado que «es raro encontrar a un siberiano que pueda imaginarse a sí mismo sin un rifle en el hogar».

## Carrera
A los 21 años, Bútina construyó un negocio minorista de muebles en su natal después de tomar un préstamo bancario.
En 2011, se mudó a Moscú y vendió seis de sus siete tiendas de muebles para comenzar una agencia de publicidad. Ese año, participó en las primarias juveniles organizadas por la Guardia Joven, el ala juvenil del partido gubernamental Rusia Unida, y más tarde comenzó a trabajar para Aleksandr Torshin, quien era entonces un senador en el Consejo de la Federación y un miembro destacado del citado partido.
También en 2011, cuando todavía era la asistente de Torshin, Bútina fundó una organización de derechos de armas, Pravo na oruzhiye («Derecho a las armas»), y comenzó a viajar a los Estados Unidos, inicialmente con Torshin. Al año siguiente, Bútina y Torshin trabajaron en el Consejo de la Federación para ampliar los derechos de armas. Torshin se convirtió en vicegobernador del Banco de Rusia en enero de 2015 y Bútina permaneció como su asistente hasta mayo de 2017.
En 2015, Bútina afirmó que Pravo na oruzhiye tenía 10 000 miembros y 76 oficinas en Rusia.
En 2017, Bútina le dijo a The Washington Post que nunca trabajó para el gobierno ruso.
En 2018, Bútina completó una maestría en relaciones internacionales de la Universidad Americana en Washington.

## Participación en la política de los Estados Unidos
Torshin y Bútina establecieron una relación de cooperación entre la Asociación Nacional del Rifle (NRA por sus siglas en inglés) y Pravo na oruzhiye. Torshin asistió a reuniones anuales de la NRA en los Estados Unidos desde al menos 2011. Luego de la reunión de 2011, el presidente de la NRA David Keene expresó su apoyo a los «esfuerzos» de Torshin y extendió una invitación a la reunión de 2012. Torshin también asistió a las reuniones anuales de la NRA en 2012 y 2013. En noviembre de 2016, Torshin tuiteó que él y Bútina eran miembros de por vida de la NRA. Bútina y Torshin asistieron a la reunión anual de la NRA de 2014 como invitados especiales del expresidente de la NRA Keene. Bútina asistió al Almuerzo de Liderazgo de Mujeres en la reunión de 2014 como invitada de la expresidenta de la NRA, Sandra Froman. Bútina presentó al entonces presidente de la NRA, Jim Porter, una placa de Pravo na oruzhiye. Después, ella tuiteó «Misión cumplida». Como invitado de Keene, Bútina tocó la Campana de la Libertad de la NRA, diciendo: «Por el derecho a portar armas para los ciudadanos de todo el mundo». Bútina y Torshin también asistieron a la convención anual de la NRA de 2015.
En noviembre de 2013, Keene fue invitado a la conferencia de Pravo na oruzhiye en Moscú. En 2015, varios funcionarios de la NRA asistieron a la conferencia anual de armas de Pravo na oruzhiye en Rusia. Entre ellos se encontraban Keene, fabricante de armas y primer vicepresidente de la NRA, Pete Brownell, el operador político conservador estadounidense Paul Erickson, y el alguacil del condado de Milwaukee, David Clarke. Uno de sus anfitriones fue el vice primer ministro ruso Dmitri Rogozin, quien en 2014 fue sancionado luego de la invasión rusa de Ucrania por parte de la Casa Blanca. El viaje de Clarke costó $ 40 000, con todos los gastos pagados por la NRA, Brownell y Pravo na oruzhiye. Según una revelación presentada por Clarke, Pravo na oruzhiye pagó $ 6000 para cubrir su comida, alojamiento, transporte y otros gastos. Durante la reunión, Clarke se reunió con el ministro de Asuntos Exteriores de Rusia y asistió a una conferencia en la que Torshin habló.
Bútina ha intentado desarrollar lazos con la política conservadora estadounidense. En una declaración jurada de respaldo al apoyo del gobierno para la prisión preventiva luego de su acusación en United States of America v. Maria Butina, el FBI declaró que había buscado con éxito lazos con el Partido Republicano, donde se lo conoce como «PARTIDO POLÍTICO 1». Según The Daily Beast, se ha presentado como «miembro del personal del banco central ruso, defensora principal de los derechos de armas, 'representante de la Federación Rusa', estudiante de posgrado de Washington, D. C., periodista y una conexión entre el equipo Trump y Rusia» para tener acceso a «contactos de alto nivel» en Washington, D. C.. En la reunión anual de la NRA de 2014, Bútina tomó autofotos con el gobernador de Luisiana, Bobby Jindal, y el exsenador y candidato presidencial de 2016, Rick Santorum. En la reunión anual de la NRA de 2015, conoció al gobernador de Wisconsin, Scott Walker, y el 13 de julio de 2015, estuvo presente en el lanzamiento de la campaña presidencial de Walker en 2016.
En junio de 2015, cuatro días antes de que Donald Trump anunciara su candidatura a la presidencia, Bútina escribió un artículo para The National Interest, una revista conservadora estadounidense de asuntos internacionales, en la que instaba a mejorar las relaciones entre los Estados Unidos y Rusia y opinaba que «la elección de un republicano a la Casa Blanca en 2016» podría contribuir a ello. La nota biográfica publicada en esa revista no mencionaba que Bútina todavía trabajaba para el gobierno ruso.
El mes siguiente, Bútina asistió a FreedomFest, donde Trump pronunció un discurso. Bútina, desde la audiencia, le preguntó sobre las sanciones estadounidenses contra Rusia, a lo que Trump respondió: «No creo que ustedes necesiten sanciones».
En febrero de 2016, Bútina comenzó un negocio en Dakota del Sur, Bridges LLC, con Erickson. La compañía se describe como «incluida pero no limitada a una empresa de consultoría». Más tarde, Erickson dijo que la empresa se estableció en caso de que Bútina necesitara asistencia monetaria para sus estudios de posgrado: «una forma inusual de utilizar una LLC», que Bútina comenzó a mediados de 2016. Más tarde ese año, Erickson envió un correo electrónico con el asunto «Conexión del Kremlin» al asesor de la campaña de Trump, Rick Dearborn, pidiéndole repetidas veces a Dearborn y al entonces senador Jeff Sessions asesoramiento para organizar una reunión entre Trump y Putin en una convención anual de la NRA. Bútina organizó una fiesta de cumpleaños a la que asistieron los asistentes de campaña de Erickson y Trump poco después de las elecciones de 2016.

## Investigaciones y cargos criminales
Bútina, Torshin y Erickson han sido sujetos de una investigación del Comité de Inteligencia del Senado sobre las acusaciones de interferencia rusa en las elecciones estadounidenses de 2016. Torshin también ha sido sujeto de una investigación del FBI sobre si el gobierno ruso intentó canalizar ilegalmente dinero a la NRA para ayudar a Trump a ganar la presidencia. El FBI comenzó a monitorizar a Bútina en agosto de 2016 cuando se mudó a los Estados Unidos con una visa de estudiante F-1. En lugar de confrontarla de inmediato, la organización eligió seguir sus movimientos y reunir información sobre con quién se estaba reuniendo y cuáles serían sus objetivos finales.
El 15 de julio de 2018, Bútina fue arrestada en Washington, D. C. y acusada de conspiración porque ella violó la Ley de Registro de Agentes Extranjeros y actuó como agente rusa no registrada dentro de los Estados Unidos. La ley de los Estados Unidos dicta que todos los cabilderos que representan a gobiernos extranjeros deben registrarse como tales ante el Departamento de Justicia.
Según la declaración jurada en apoyo de la demanda, desde principios de 2015 y hasta febrero de 2017, por lo menos, Bútina trabajó bajo la dirección de un alto funcionario del gobierno ruso, que se cree que es Torshin. Los documentos judiciales detallan los esfuerzos del funcionario ruso y Bútina para que esta actuase como agente de Rusia dentro de los Estados Unidos mediante el desarrollo de relaciones con personas estadounidenses y organizaciones infiltradas que tienen influencia en la política estadounidense, como la Asociación Nacional del Rifle, el Desayuno de Oración Nacional y organizaciones religiosas, con el propósito de promover los intereses de la Federación Rusa. 

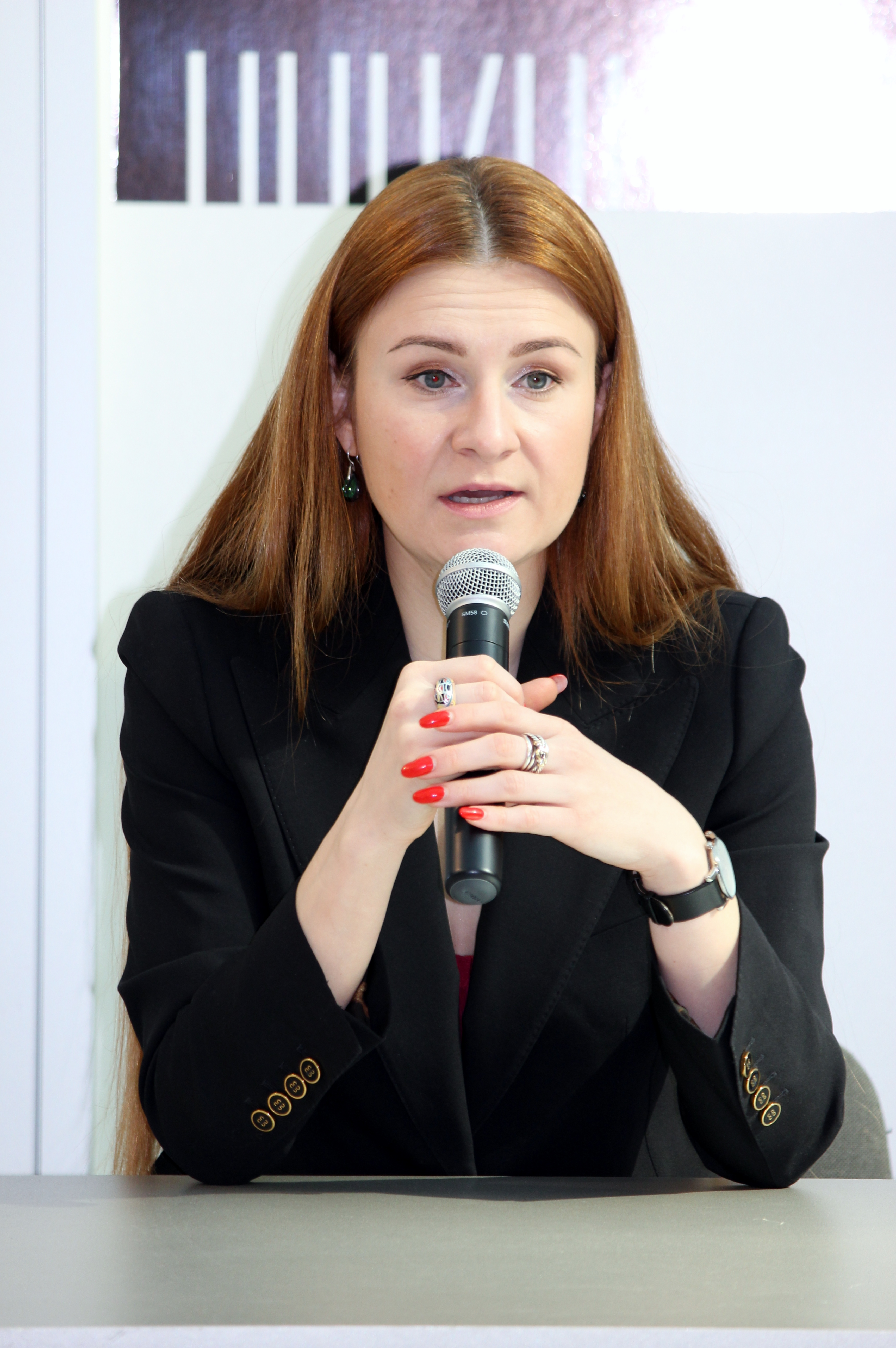
Bútina durante la presentación de su libro en la 22 Feria Internacional Moscovita del Libro Non/fiction (marzo de 2021)

Las presentaciones también describen ciertas acciones tomadas por Bútina para fomentar este esfuerzo durante visitas múltiples desde Rusia y, más tarde, cuando ingresó y residió en los Estados Unidos con una visa de estudiante. Las presentaciones alegan que ella emprendió sus actividades sin divulgar oficialmente el hecho de que ella estaba actuando como agente del gobierno ruso, como lo exige la ley.
El 18 de julio, el Ministerio de Asuntos Exteriores de Rusia hizo una declaración donde sostenía que el arresto de Bútina había sido diseñado para socavar los «resultados positivos» de la cumbre de Helsinki entre el presidente estadounidense Donald Trump y el presidente ruso Vladímir Putin. Fue arrestada un día antes de que el presidente Trump se reuniera con su homólogo ruso. El padre de Bútina ha llamado a las acusaciones contra su hija una «psicopatía» y una «caza de brujas». Bútina se declaró inocente el 18 de julio.
Tras pasar 18 meses en prisión en Estados Unidos cumpliendo una condena que le fue dictada en abril de 2019, cuando ya había pasado nueve meses recluida, fue deportada a Rusia el 26 de octubre de 2019.
Después de retornar a Moscú, Bútina fue incluida en el consejo de expertos adjunto al Defensor del Pueblo de Rusia y se convirtió en miembro de la Cámara Cívica de la Federación Rusa.Андрей Резчиков, Мария Трубина. «Михеева переизбрана секретарем Общественной палаты», periódico en línea Vzglyad, 19.06.2020 (en ruso)<ref>
En 2020 Bútina publicó su Diario de prisión, en el que describe su estadía en la cárcel en Estados Unidos.